# Nørre Herlev Sogn
Nørre Herlev Sogn er et sogn i Hillerød Provsti (Helsingør Stift).
I 1800-tallet var Nørre Herlev Sogn anneks til Hillerød Sogn i Hillerød Købstad og Frederiksborg Slotssogn. Alle 3 sogne hørte til Lynge-Frederiksborg Herred i Frederiksborg Amt (Hillerød Sogn kun geografisk). I 1966 blev Nørre Herlev sognekommune indlemmet i Hillerød Købstad, som ved kommunalreformen i 1970 blev kernen i Hillerød Kommune.
I Nørre Herlev Sogn ligger Nørre Herlev Kirke.
I sognet findes følgende autoriserede stednavne:
- Brødeskov (areal, bebyggelse)
- Buskehuse (bebyggelse)
- Freerslev (bebyggelse, ejerlav)
- Freerslev Hegn (areal)
- Freerslev Mose (bebyggelse)
- Hammersholt (bebyggelse, ejerlav)
- Herlevgård (landbrugsejendom)
- Lille Sverige (bebyggelse)
- Nørre Herlev (bebyggelse, ejerlav)
- Sandgrav (bebyggelse)
- Skovrødgård (bebyggelse)
- Teglværkshuse (bebyggelse)